# Национальный союз металлистов Южной Африки
Национальный союз металлистов Южной Африки (англ. The National Union of Metalworkers of South Africa, NUMSA) — профсоюз в ЮАР.
Союз является крупнейшим профсоюзом в Южной Африке, насчитывающим более 338 000 членов, а до его исключения 8 ноября 2014 года он был крупнейшим филиалом Конгресса южноафриканских профсоюзов (COSATU) и крупнейшей федерация профсоюзов страны.

## История
Союз был основан в мае 1987 года в результате слияния четырёх профсоюзов:
- Профсоюз работников металлургии и смежных отраслей
- Объединенный профсоюз рабочих автомобильной промышленности
- Национальный профсоюз работников автомобильной промышленности и смежных отраслей
- Объединение рабочих металлургической, горнодобывающей промышленности и смежных отраслей Южной Африки (англ. United Metal, Mining and Allied Workers of South Africa)

Профсоюз рабочих и смежников и Профсоюз работников транспорта и разнорабочих, входящие в Конгресс южноафриканских профсоюзов, также перевели своих членов в соответствующие группы союза.
Союз считает себя марксистско-ленинским и имеет непростые отношения с Южно-Африканской коммунистической партией, которая, по его мнению, больше не придерживается марксистско-ленинских принципов. После 1994 года союз стал известным в Трёхстороннем альянсе между Конгрессом южноафриканских профсоюзов, Южно-Африканской коммунистической партией и правящим Африканским национальным конгрессом за свой отказ хранить молчание по политике АНК, особенно по содействию приватизации и неспособности положить конец массовой бедности.
По состоянию на 2013 год в союзе насчитывается более 340 000 членов по всей Южной Африке.

### Отказ от сотрудничества с существующими партиями
По завершении специального национального конгресса, состоявшегося 20 декабря 2013 года в Боксбурге, союз полностью отказался от поддержки АНК и Коммунистической партии Южной Африки и призвал к альтернативному движению рабочего класса. Профсоюз заявил, что он не будет поддерживать какую-либо политическую партию на всеобщих выборах в Южной Африке в 2014 году, но что отдельные члены могут свободно проводить кампанию за партию по своему выбору, при условии, что они делают это в свободное время, используя свои собственные ресурсы. Он призвал Конгресс южноафриканских профсоюзов выйти из Трёхстороннего альянса и сформировать единый фронт левых сил, аналогичный Объединённому демократическому фронту во время борьбы с апартеидом. Союз созвал конференцию на 2014 год для изучения возможности создания новой рабочей социалистической партии. Национальный союз металлистов Южной Африки оставался филиалом Конгресса южноафриканских профсоюзов до 8 ноября 2014 года, хотя решил прекратить ежемесячные выплаты членских взносов в размере 800 000 рандов. В декабре 2013 года профсоюз также заявил, что прекратит платить взносы в размере 1 миллион рандов в год в Коммунистическую партию Южной Африки. Он призвал к отставке Джейкоба Зумы с поста президента Южной Африки.
Профсоюз также дистанцировался от Джулиуса Малемы и его Борцов за экономическую свободу, ссылаясь на обеспокоенность по поводу коррупции, авторитаризма и ограниченной концепции антикапитализма у этой партии. Он также критиковал Рабочую и социалистическую партию.

### Исключение из Конгресса южноафриканских профсоюзов
Рано утром 8 ноября 2014 года, после «мучительных» 15-часовых дебатов, делегаты Центрального исполнительного комитета Конгресса южноафриканских профсоюзов проголосовали – голосами за исключение союза из федерации профсоюзов. После объявления о голосовании произошел скандал, когда президент Конгресса южноафриканских профсоюзов Сдумо Дламини приказал делегатам союза покинуть заседание, но вмешался генеральный секретарь Звелинзима Вави, сославшись на конституцию Конгресса южноафриканских профсоюзов, чтобы утверждать, что союз необходимо будет проинформировать в письменной форме об исключении. Генеральный секретарь союза Ирвин Джим (Irvin Jim) объявил об исключении профсоюза журналистам, ожидающим возле дома Конгресса южноафриканских профсоюзов. Вскоре после этого заседание было прервано, а остальные вопросы повестки дня не обсуждались.
Левый демократический фронт заявил, что исключение союза «положит конец Национальному союзу металлистов Южной Африки как боевому профсоюзу» и что он «ещё больше выродится в жёлтый профсоюз». Джим заявил, что «борьба ещё не окончена», и наметил стратегию мобилизации членов профсоюза и членов других профсоюзов Национального союза металлистов Южной Африки для борьбы с их исключением из Конгресса южноафриканских профсоюзов. Он заявил, что профсоюз не откажется от своих планов по созданию единого фронта левых сил для противостояния АНК. Франс Балени, генеральный секретарь Национального союза горняков, тем временем «умолял» союз извиниться перед Конгрессом южноафриканских профсоюзов, но Джим назвал Балени «лицемером», который «возглавил борьбу против Национального союза металлистов Южной Африки».

### Забастовки
В октябре 2021 года союз начал бессрочную забастовку, добиваясь повышения заработной платы своим членам в автомобильной промышленности, после того как переговоры с организациями работодателей (производителей продукции для крупнейших брендов, включая Ford, BMW и Nissan) зашли в тупик.

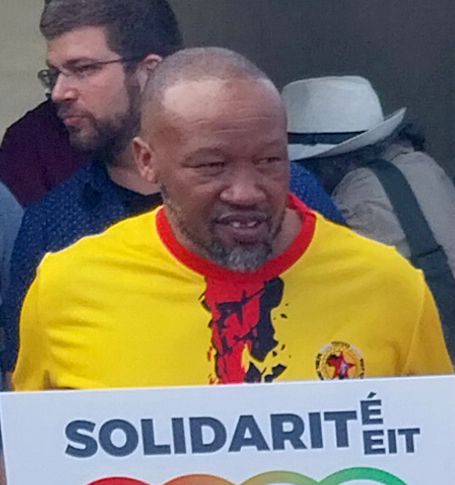
Генеральный секретарь NUMSA Ирвин Джим, ManiFiesta 2024

## Руководители

### Генеральные секретари
Генеральными секретарями профсоюза являлись следующие лица:
1987: Моисей Маекисо
1993: Енох Годонгвана
1996: Мбуйисело Нгвенда
1999: Питер Дантье (действующий)
2000: Силумко Нондвангу
2008: Ирвин Джим

### Президенты
Профсоюзом руководили следующие президенты:
1987: Дэниел Дюбе
1991: Максвелл Сюлу
1992: Мтутузели Том
2008: Седрик Джина
2013: Эндрю Ндише Чирва